# Paul Giudicelli
Paul Giudicelli Palmieri (n. 1921, San Pedro de Macorís, San Pedro de Macorís⁠(d), Republica Dominicană – d. 1965, Santo Domingo, Republica Dominicană) a fost un pictor de pictură abstractă din Republica Dominicană.

## Date biografice
Paul Giudicelli Palmieri a venit pe lume într-o familie de imigranți corsicani în San Pedro de Macorís, Republica Dominicană.
În copilărie, el a petrecut câțiva ani în Europa, dar s-a întors în Santo Domingo în anii 1930, unde și-a petrecut restul copilăriei. La vârsta de doar 16 ani, în 1937, Jean Claude Giudicelli s-a căsătorit cu o fată pe nume Vidal. Cei doi au avut doi băieți, Paul Giudicelli și Ángel Giudicelli. În ciuda faptului că își manifesta talentul și pasiunea pentru artă încă de la o vârstă fragedă, Jean Claude Giudicelli a început studiile formale la Școala Națională de Arte Frumoase abia în 1948, la vârsta de 28 de ani. El a absolvit școala în 1951, la sfârșitul unei perioade de învățământ intensivă. În urma celei de-a doua căsătorii, el a avut o fiică pe nume Frida.

## Cariera artistică
La scurt timp după absolvirea Școlii Naționale de Arte Frumoase, Paul Giudicelli a debutat în lumea artistică prin participarea la Bienala de la São Paulo și la Bienala Națională din Republica Dominicană, ambele în 1952. În 1953, el și-a organizat prima expoziție personală la Galeria Națională de Arte Frumoase, unde a expus 70 de lucrări. Criticul de artă Horia Tănăsecu a făcut o recenzie extrem de favorabilă la adresa expoziției, evidențiind "talentul extraordinar" al artistului și aducând "o nouă energie pe scena artistică națională". Tănăsecu a observat, de asemenea, o varietate incredibilă de influențe stilistice în opera lui Giudicelli, printre care cubismul, abstracționismul, impresionismul, simbolismul, expresionismul, suprarealismul, fauvismul, realismul și academismul.
Paul Giudicelli a participat la expoziții de grup și Bienale Naționale după prima sa expoziție personală. El a expus la Barcelona în 1956 și în Elveția în 1957. A doua sa expoziție personală a avut loc în 1957, iar cea de-a treia în 1959. În plus, Giudicelli a început să primească comenzi pentru picturi murale în 1959, creând astfel lucrări de artă în diverse clădiri publice.
În 1959, lui Giudicelli i s-a oferit o bursă pentru a studia pictura murală în Franța, însă guvernul dictatorului Rafael Trujillo i-a negat pașaportul. Fiul artistului, Pablo, care lucra la ambasada din Costa Rica, a refuzat să urmeze un ordin al dictatorului, ceea ce a avut consecințe negative pentru întreaga familie. Scandalul politic a dus la pierderea posturilor recent obținute de Giudicelli, atât de profesor, cât și de director adjunct al Școlii Naționale de Arte Frumoase, în 1960. Cu toate acestea, după moartea dictatorului în 1961, Jean Claude Giudicelli a fost repus în funcție.

## Moartea
Paul Giudicelli Palmieri și-a continuat cariera de succes în pictură până la sfârșitul vieții sale, dar a murit prematur din cauza cancerului, la vârsta de 43-44 de ani, în Santo Domingo Est. Moartea sa timpurie a întrerupt o carieră artistică promițătoare și a reprezentat o pierdere semnificativă pentru lumea artistică din Republica Dominicană.